# Luchsfliegen

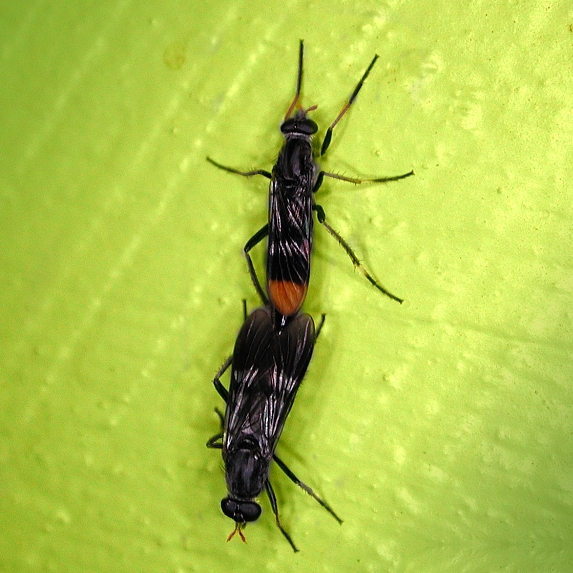
Luchs- oder Stilettfliege bei der Paarung

Die Luchsfliegen (Therevidae), auch bekannt als Stilettfliegen, sind eine Familie der Zweiflügler (Diptera). Hier werden sie zu den Fliegen (Brachycera) gezählt.

## Merkmale
Die Fliegen sind oft borstig oder pelzig behaart und ähneln äußerlich den Raubfliegen (Asilidae), mit denen sie eng verwandt sind. Anders als diese haben sie jedoch keine eingesenkte Stirn und vorquellende Augen. Sie haben lange Beine und die Weibchen tragen einen Kranz aus Borsten um ihren Eiablageapparat (Ovipositor). Den Namen "Stilettfliegen" verdanken sie ihrer Körperform, bei der der Brust-Kopfbereich dem Griff und der zugespitzte Hinterleib der Klinge eines Stiletts entspricht.

## Lebensweise
Die Luchsfliegen leben vor allem auf Wiesen und Weiden, gelegentlich sind sie an den Blüten von Sträuchern oder auf Laub zu finden. Meistens kommen sie in trockenen Gegenden mit Sandböden vor. Die Adulten nehmen nur Flüssigkeit, meist Wasser, zu sich. Obwohl die Luchsfliegen recht gute Flieger sind, sind ihre Flüge meist nur sehr kurz. Die Eiablage erfolgt in sandigen Böden.
Die Larven der Luchsfliegen sind sehr schlank und geringelt. Durch diese Ringelung entsteht der Eindruck, sie bestünden aus 19 Segmenten. Sie leben im Boden, manchmal auch in vermodertem Holz und bewegen sich schlängelnd durch das Substrat. Sie erbeuten Käferlarven und andere weichhäutige Bodenbewohner, in welche sie ein Gift injizieren und die Beute dann aussaugen. Die Überwinterung erfolgt als Larve, die Verpuppung findet im Boden statt. Die Puppenruhe dauert oft nur acht bis zwölf Tage.

## Systematik und Taxonomie

### Äußere Systematik
Die Luchsfliegen (Therevidae) gehören zur Überfamilie Asiloidea, zu der auch die Raubfliegen (Asilidae) gezählt werden. Vier Familien werden innerhalb der Asiloidea zu einer Klade, in der sich auch die Luchsfliegen befinden, zusammengefasst. Neben den Luchsfliegen gehören auch die
Fensterfliegen (Scenopinidae), die Apsilocephalidae und die Evocoidae zu dieser Klade.

### Innere Systematik
Die Luchsfliegen werden in vier Unterfamilien geteilt:
- Agapophytinae
- Phycusinae (früher Phycinae)[1]
- Therevinae
- Xestomyzinae

### Europäische Arten
Weltweit sind etwa 1000 Arten aus dieser Gruppe bekannt, davon in Deutschland 32. In Europa kommen über 100 Arten in 17 Gattungen vor.
Unterfamilie Phycusinae
- Gattung Ruppellia
  - Ruppellia atlantica (Frey, 1937)
  - Ruppellia gloriae Báez, 1982
- Gattung Salentia
  - Salentia asiatica Zaitzev, 1977
  - Salentia costalis (Wiedemann, 1824)
  - Salentia fuscipennis Costa, 1857
  - Salentia nigripes (Kröber, 1912)
  - Salentia tristis (von Röder, 1885)
  - Salentia xestomyzina (Strobl, 1909)

Unterfamilie Therevinae
- Gattung Acrosathe
  - Acrosathe annulata (Fabricius, 1805)
  - Acrosathe baltica Andersson, 1994
  - Acrosathe erberi Lyneborg, 1986
  - Acrosathe sybarita (Loew, 1873)
  - Acrosathe taurica Lyneborg, 1986
- Gattung Ammothereva
  - Ammothereva laticornis (Loew, 1856)
  - Ammothereva poecilopa (Loew, 1871)
- Gattung Baryphora
  - Baryphora speciosa Loew, 1844
- Gattung Chrysanthemyia
  - Chrysanthemyia rhagioniformis (Dufour, 1883)
- Gattung Cionophora 
  - Cionophora kollari Egger, 1854
- Gattung Cliorismia
  - Cliorismia ardea (Fabricius, 1794)
  - Cliorismia flavipes (Kröber, 1912)
  - Cliorismia rustica (Panzer, 1804)
- Gattung Dialineura
  - Dialineura analis (Linnaeus, 1761)
- Gattung Dichoglena
  - Dichoglena nigripennis (Ruthe, 1831)
- Gattung Euphycus
  - Euphycus dispar (Kröber, 1912)
- Gattung Irwiniella
  - Irwiniella frontata (Báez, 1982)
  - Irwiniella nana (Wollaston, 1858)
  - Irwiniella nobilipennis (Frey, 1939)
  - Irwiniella purpurariae (Frey, 1958)
- Gattung Pandivirilia
  - Pandivirilia caesia (Meigen, 1838)
  - Pandivirilia eximia (Meigen, 1820)
  - Pandivirilia fuscipennis (Meigen, 1820)
  - Pandivirilia melaleuca (Loew, 1847)
  - Pandivirilia nigroanalis (Kröber, 1928)
- Gattung Psilocephala
  - Psilocephala imberbis (Fallén, 1814)
- Gattung Schoutedenomyia
  - Schoutedenomyia superba (Kröber, 1912)
- Gattung Spiriverpa
  - Spiriverpa lunulata (Zetterstedt, 1838)
- Gattung Thereva
  - Thereva albohirta Kröber, 1912
  - Thereva albovittata Strobl, 1909
  - Thereva apicalis Wiedemann, 1821
  - Thereva aurata Loew, 1854
  - Thereva bicinctella Costa, 1883
  - Thereva binotata Loew, 1847
  - Thereva biroi Kröber, 1913
  - Thereva brevicornis Loew, 1847
  - Thereva callosa Kröber, 1912
  - Thereva canescens Kröber, 1912
  - Thereva cincta Meigen, 1829
  - Thereva cinifera Meigen, 1830
  - Thereva circumscripta Loew, 1847
  - Thereva confusa Kröber, 1913
  - Thereva eggeri Lyneborg & Spitzer, 1974
  - Thereva flavescens Loew, 1847
  - Thereva frontosa Kröber, 1912
  - Thereva fulva (Meigen, 1804)
  - Thereva fuscinervis Zetterstedt, 1838
  - Thereva glaucescens Kröber, 1912
  - Thereva gomerae Báez, 1982
  - Thereva graeca Kröber, 1912
  - Thereva grancanariensis Báez, 1982
  - Thereva grisea Kröber, 1913
  - Thereva handlirschi Kröber, 1912
  - Thereva hilarimorpha Kröber, 1912
  - Thereva hispanica Strobl, 1909
  - Thereva hyalina Kröber, 1913
  - Thereva inornata Verrall, 1909
  - Thereva insularis Becker, 1922
  - Thereva lanata Zetterstedt, 1838
  - Thereva laufferi Strobl, 1909
  - Thereva macedonica Kröber, 1912
  - Thereva maculipennis Kröber, 1912
  - Thereva marginula Meigen, 1820
  - Thereva microcephala Loew, 1847
  - Thereva neglecta Kröber, 1912
  - Thereva nigrifrons Kröber, 1913
  - Thereva nitida Macquart, 1934
  - Thereva nobilitata (Fabricius, 1775)
  - Thereva obtecta Loew, 1847
  - Thereva occulta Becker, 1908
  - Thereva oculata Egger, 1859
  - Thereva opaca Kröber, 1913
  - Thereva pallipes Loew, 1869
  - Thereva plebeja (Linnaeus, 1758)
  - Thereva praecox Egger, 1859
  - Thereva punctipennis Wiedemann, 1821
  - Thereva rossica Becker, 1922
  - Thereva rufiventris Kröber, 1912
  - Thereva rustica Loew, 1840
  - Thereva sobrina Kröber, 1912
  - Thereva spiloptera Wiedemann, 1824
  - Thereva spinulosa Loew, 1847
  - Thereva strigata (Fabricius, 1794)
  - Thereva subnitida Kröber, 1913
  - Thereva teydea intermedia Báez, 1982
  - Thereva teydea orientalis Báez, 1982
  - Thereva teydea teydea Frey, 1937
  - Thereva teydea Frey, 1937
  - Thereva tomentosa Kröber, 1913
  - Thereva tristis Loew, 1847
  - Thereva tuberculata Loew, 1847
  - Thereva unica (Harris, 1780)
  - Thereva unicolor Kröber, 1913
  - Thereva valida Loew, 1847